# 보스니아 헤르체고비나 올림픽 위원회
보스니아 헤르체고비나 올림픽 위원회(보스니아어: Olimpijski komitet Bosne i Hercegovine, 크로아티아어: Olimpijski komitet Bosne i Hercegovine, 세르비아어: Olimpijski komitet Bosne i Hercegovine / Олимпијски комитет Босне и Херцеговине)는 보스니아 헤르체고비나의 국가 올림픽 위원회이다. IOC 코드는 BIH이다. 본부는 사라예보에 있으며 유럽 올림픽 위원회에 소속되어 있다.
1992년에 설립되었으며 1993년에 국제 올림픽 위원회의 승인을 받았다. 24개 국가 하계 스포츠 종목 연맹과 6개 국가 동계 스포츠 종목 연맹이 소속되어 있으며 보스니아 헤르체고비나의 스포츠 발전을 담당한다. 또한 올림픽, 유러피언 게임을 비롯한 국제 스포츠 대회에 참가하는 보스니아 헤르체고비나의 선수들을 대표한다.

## 같이 보기
- 올림픽 보스니아 헤르체고비나 선수단